# Ceratomyxa orientalis
Ceratomyxa orientalis is een microscopische parasiet uit de familie Ceratomyxidae. Ceratomyxa orientalis werd in 1948 beschreven door Dogiel. 